# Juliette Ah-Wan
Juliette Ah-Wan (* 29. April 1981 in Victoria) ist eine Badmintonspielerin von den Seychellen.

## Karriere
Als ersten großen Erfolg gewann Juliette Ah-Wan 2002 die Afrikameisterschaft im Dameneinzel. 2007 siegte sie erneut, diesmal im mixed mit Georgie Cupidon. Mit der Mannschaft war sie sowohl 2007 als auch 2009 erfolgreich. Die Afrikaspiele gestaltete sie 2007 siegreich, und die Mauritius International gewann sie im Jahr 2009.
Bei den Olympischen Sommerspielen 2008 in Peking nahm Juliette Ah-Wan am Badminton-Mixedturnier mit Georgie Cupidon teil. In der ersten Runde verloren sie dort gegen Robert Mateusiak und Nadieżda Kostiuczyk mit 0:2 Sätzen.

## Sportliche Erfolge
| Saison | Veranstaltung           | Disziplin   | Platz | Name                               |
| ------ | ----------------------- | ----------- | ----- | ---------------------------------- |
| 1999   | Kenya International     | Dameneinzel | 1     | Juliette Ah-Wan                    |
| 1999   | Kenya International     | Mixed       | 1     | Georgie Cupidon / Juliette Ah-Wan  |
| 2002   | Afrikameisterschaft     | Dameneinzel | 1     | Juliette Ah-Wan                    |
| 2006   | Mauritius International | Mixed       | 2     | Georgie Cupidon / Juliette Ah-Wan  |
| 2006   | Mauritius International | Damendoppel | 3     | Cynthia Course / Juliette Ah-Wan   |
| 2007   | Mauritius International | Mixed       | 2     | Georgie Cupidon / Juliette Ah-Wan  |
| 2007   | Afrikameisterschaft     | Mixed       | 1     | Georgie Cupidon / Juliette Ah-Wan  |
| 2007   | Afrikameisterschaft     | Damendoppel | 3     | Catherina Paulin / Juliette Ah-Wan |
| 2007   | Afrikameisterschaft     | Team        | 1     | Seychellen                         |
| 2007   | Afrikaspiele            | Mixed       | 1     | Georgie Cupidon / Juliette Ah-Wan  |
| 2009   | Afrikameisterschaft     | Team        | 1     | Seychellen                         |
| 2009   | Afrikameisterschaft     | Dameneinzel | 2     | Juliette Ah-Wan                    |
| 2009   | Afrikameisterschaft     | Mixed       | 2     | Georgie Cupidon / Juliette Ah-Wan  |
| 2009   | Afrikameisterschaft     | Damendoppel | 3     | Catherina Paulin / Juliette Ah-Wan |
| 2009   | Mauritius International | Damendoppel | 1     | Cynthia Course / Susan Ideh        |
| 2009   | Mauritius International | Mixed       | 2     | Georgie Cupidon / Juliette Ah-Wan  |
| 2009   | Mauritius International | Dameneinzel | 2     | Cynthia Course / Susan Ideh        |